# 2000年亚洲柔道锦标赛
2000年亚洲柔道锦标赛于当年5月26日至28日在日本大阪举办。 

## 奖牌概况

### 男子项目
| 项目                         | 金牌                       | 银牌                             | 铜牌                               |
| 特轻量级 (60 kg) （詳細）    | 江种辰明（日本）           | Aidyn Smagulov（吉尔吉斯斯坦）   | 玄承勲（大韩民国）                 |
| 特轻量级 (60 kg) （詳細）    | 江种辰明（日本）           | Aidyn Smagulov（吉尔吉斯斯坦）   | D. Narmandakh（蒙古国）            |
| 次轻量级 (66公斤级) （詳細） | 中村行成（日本）           | 金炯周（大韩民国）               | Purevdor Nyamlkhagva（蒙古国）     |
| 次轻量级 (66公斤级) （詳細） | 中村行成（日本）           | 金炯周（大韩民国）               | Mansur Jumaev（乌兹别克斯坦）      |
| 轻量级 (73 kg) （詳細）      | 中村兼三（日本）           | Askhat Shakharov（哈萨克斯坦）   | Seo Yoon-Seok（大韩民国）          |
| 轻量级 (73 kg) （詳細）      | 中村兼三（日本）           | Askhat Shakharov（哈萨克斯坦）   | Andrey Shturbabin（乌兹别克斯坦）  |
| 次中量级 (81 kg) （詳細）    | Kazem Sarikhani（伊朗）    | Ruslan Seilkhanov（哈萨克斯坦）  | Ochirbat Tsend-Ayush（蒙古国）     |
| 次中量级 (81 kg) （詳細）    | Kazem Sarikhani（伊朗）    | Ruslan Seilkhanov（哈萨克斯坦）  | 泷本诚（日本）                     |
| 中量级 (90 kg) （詳細）      | 尹东植（大韩民国）         | Kamol Muradov（乌兹别克斯坦）    | 徐志明（中国）                     |
| 中量级 (90 kg) （詳細）      | 尹东植（大韩民国）         | Kamol Muradov（乌兹别克斯坦）    | Masatoshi Tobitsuka（日本）        |
| 次重量级(100 kg) （詳細）    | 朴星根（大韩民国）         | 井上智和（日本）                 | Armen Bagdasarov（乌兹别克斯坦）   |
| 次重量级(100 kg) （詳細）    | 朴星根（大韩民国）         | 井上智和（日本）                 | Yen Kuo-che（中華臺北）            |
| 重量级 (+100 kg) （詳細）    | 栋田康幸（日本）           | Vyacheslav Berduta（哈萨克斯坦） | Kang Eui-kei（大韩民国）           |
| 重量级 (+100 kg) （詳細）    | 栋田康幸（日本）           | Vyacheslav Berduta（哈萨克斯坦） | Mahmoudreza Miran（伊朗）          |
| 无差别 （詳細）              | Tatsuhiro Muramoto（日本） | Mahmoudreza Miran（伊朗）        | Yeldos Ikhsangaliyev（哈萨克斯坦） |
| 无差别 （詳細）              | Tatsuhiro Muramoto（日本） | Mahmoudreza Miran（伊朗）        | Mikhail Sokolov（乌兹别克斯坦）    |

### 女子项目
| 项目                           | 金牌               | 银牌                                   | 铜牌                                     |
| 特轻量级 (48公斤级) （詳細）   | 长井淳子（日本）   | 高立娟（中国）                         | Cha Hyon-Hyang（朝鲜民主主义人民共和国） |
| 特轻量级 (48公斤级) （詳細）   | 长井淳子（日本）   | 高立娟（中国）                         | Galina Atayeva（土库曼斯坦）             |
| 次轻量级 (52公斤级) （詳細）   | 矶崎佑子（日本）   | Chen Bishan（中国）                    | Kim Kyung-Ock（大韩民国）                |
| 次轻量级 (52公斤级) （詳細）   | 矶崎佑子（日本）   | Chen Bishan（中国）                    | Shih Pei-Chun（中華臺北）                |
| 轻量级 (57 kg) （詳細）        | 日下部基荣（日本） | K. Erdenet-Od（蒙古国）                | Shen Jun（中国）                         |
| 轻量级 (57 kg) （詳細）        | 日下部基荣（日本） | K. Erdenet-Od（蒙古国）                | Ri Myong-Hwa（朝鲜民主主义人民共和国）   |
| 次中量级 (63公斤级) （詳細）   | 郑成淑（大韩民国） | Ji Kyong-Sun（朝鲜民主主义人民共和国） | Olga Artamonova（吉尔吉斯斯坦）          |
| 次中量级 (63公斤级) （詳細）   | 郑成淑（大韩民国） | Ji Kyong-Sun（朝鲜民主主义人民共和国） | 前田桂子（日本）                         |
| 轻中量级 (70公斤级) （詳細）   | 上野雅惠（日本）   | D. Tserenkhand（蒙古国）               | 曹敏仙（大韩民国）                       |
| 轻中量级 (70公斤级) （詳細）   | 上野雅惠（日本）   | D. Tserenkhand（蒙古国）               | Liang Zhenxia（中国）                    |
| 次重量级(78公斤级) （詳細）    | 尹玉峰（中国）     | Mizuho Matsuzaki（日本）               | Sambuu Dashdulam（蒙古国）               |
| 次重量级(78公斤级) （詳細）    | 尹玉峰（中国）     | Mizuho Matsuzaki（日本）               | Nasiba Salayeva（土库曼斯坦）            |
| 重量级 (78公斤以上级) （詳細） | 佟文（中国）       | 金善永（大韩民国）                     | Gulnara Kusherbayeva（哈萨克斯坦）       |
| 重量级 (78公斤以上级) （詳細） | 佟文（中国）       | 金善永（大韩民国）                     | 山下麻由美（日本）                       |
| 无差别 （詳細）                | 孙福明（中国）     | Choi Sook-Ie（大韩民国）               | Lee Hsiai-hung（中華臺北）               |
| 无差别 （詳細）                | 孙福明（中国）     | Choi Sook-Ie（大韩民国）               | 薪谷翠（日本）                           |

### 奖牌榜
| 排名 | 国家／地区 | 金牌 | 银牌 | 铜牌 | 總數 |
| ---- | ---------- | ---- | ---- | ---- | ---- |
| 1    | 日本       | 9    | 2    | 5    | 16   |
| 2    |            | 3    | 3    | 5    | 11   |
| 3    | 中國       | 3    | 2    | 3    | 8    |
| 4    | 伊朗       | 1    | 1    | 1    | 3    |
| 5    |            | 0    | 3    | 2    | 5    |
| 6    | 蒙古国     | 0    | 2    | 4    | 6    |
| 7    |            | 0    | 1    | 4    | 5    |
| 8    |            | 0    | 1    | 2    | 3    |
| 9    |            | 0    | 1    | 1    | 2    |
| 10   | 中華臺北   | 0    | 0    | 3    | 3    |
| 11   |            | 0    | 0    | 2    | 2    |
| 总计 | 总计       | 16   | 16   | 32   | 64   |